# Château de La Rolanderie
Le château de La Rolanderie est un château français situé dans la commune de Maule, dans le département des Yvelines. C'est aujourd'hui une copropriété privée.

## Histoire
Le château de La Rolanderie date vraisemblablement du XVIIIe siècle. Au XIXe siècle, Rudolph Meyer, un canadien est régisseur du château qui, d'ailleurs, prendra le nom d'une colonie dans la Saskatchewan[réf. nécessaire].
Henri Lorin, catholique français engagé au sein du catholicisme social, a vécu dans ce château qu'il acheta après son mariage en 1891.

## Jardins
Les jardins, presque détruits dans les années 1990, renaissent difficilement. Un inventaire du ministère de l'Écologie en 1996 décrivait le lieu en piteux état.
Un petit domaine s'étalait dans la forêt, sur la route d’Andelu. Des chênes et des hêtres poussent encore aux alentours du château.